# Partit de la Llibertat (Països Baixos)
Partit de la Llibertat (neerlandès Partij van de Vrijheid, PvV) fou un partit polític neerlandès d'ideologia liberal, fundat el 23 de març de 1946 per joves liberals que van aplegar les restes del Partit d'Estat Liberal de la preguerra, liderats per Steven Bierema. A les eleccions de 1946 va obtenir sis escons. El 1948 es va unir als social liberals de Pieter Oud, escindits del Partit del Treball, per a fundar el Partit Popular per la Llibertat i la Democràcia (VVD).

## Resultats electorals
| Any  | Vots    | %    | Escons  | +/- | Govern   |
| ---- | ------- | ---- | ------- | --- | -------- |
| 1946 | 305,287 | 6.41 | 6 / 100 | Nou | Oposició |